# قشعبان أزغب

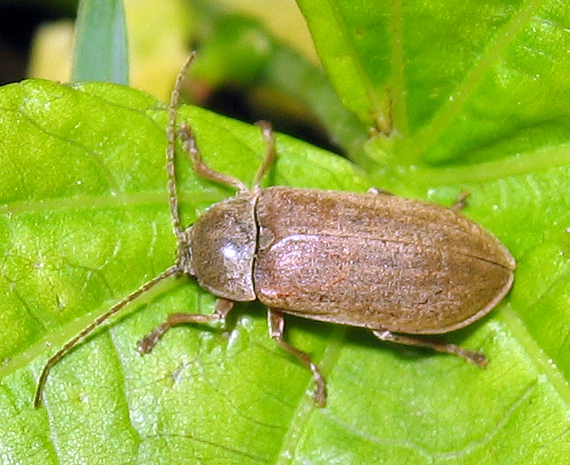
قشعبان أزغب

قشعبان أزغب (Dascillus pubescis)، حشرۃ واشعة خاضلة من فصیلة القشعیانیات ورتبة مغمدات الاجنحة۔ تألیف المواقع القریبة من الماء۔ خنافسھا تعیش علی ازھار الصیوانیات۔ یرقائھا ترکب جذور النباتات التي تنمو في الاراضي الرطبة۔ طائر النوء ذو الغطاء الأسود
جسمھا صغیر القد یطول من 10 الی 12 مليمتر۔ ثوبھا الی الربدۃ الحنطیة المواج۔ رأسھا صغیر الجرم۔ فکاھا ضلیعان۔ عیناھا صغیرتان زباناھا خیطیان، مستطیلان۔ ظھرائھا مستدیر الطرف اللاحف، بین التخدید الغمدي القاطب۔ ارساغھا خماسیة العقل۔ لھا جیل واحد في الحول۔ تظھر الحشرۃ الجملانة في اوائل ایار و تعیش حتی اواخر تموز۔ تسرح في النھار۔ تسافد بعد ظھورھا بنحو ستة اسابیع۔ تمتع المکن تحت الجثالة والعبل و بین اشطاء الاعشاب الحولیة۔ الیرقة عند بلوغھا الادراک الجسموري تطول من 16 الی 19 مليمتر۔جسمھا مردني الشکل، سداسي الرواجب القصیرۃ، اغبر اللون أصفر المواج، اسمر الرأس، ضلیع التآشیر الفکیة۔ طور الأکمال الذي یستمر نحو 30 یوماً ینقضي في التربة تحت الجثالة أو تحت ارومات النباتات العشبیة۔